# Mimoppia dendropectinata
Mimoppia dendropectinata är en kvalsterart som först beskrevs av Woas 1986.  Mimoppia dendropectinata ingår i släktet Mimoppia och familjen Oppiidae. Inga underarter finns listade i Catalogue of Life.